# アーメド・カリル
アハマド・ハリール（アラビア語: أحمد خليل, 英語: Ahmed Khalil Sebait Mubarak Al-Junaibi 1991年6月8日 - ）はアラブ首長国連邦・シャールジャ出身のサッカー選手。ポジションはフォワードで、現在はUAEのシャバブ・アル・アハリ・ドバイに所属している。ニックネームは「レッドカード」。             
「アハマド・ハリル」、「アフメド・ハリル」とも表記される。

## 経歴
2007年、アル・アハリでプロデビュー。
2008年の10月、11月に行われたAFC U-19選手権にUAE代表として出場、決勝のウズベキスタン戦で2ゴールを挙げるなど同大会優勝の中心的な活躍を見せた。日本の永井謙佑と共に大会得点王（4ゴール）となり、大会のMVPにも選ばれた。その活躍で2008年のアジア年間最優秀ユース選手賞を受賞し、UAEの選手初の受賞となった。
2008年2月、2010年南アフリカW杯・アジア3次予選のクウェート戦で、16歳という若さでA代表デビューを飾った。
同クラブに所属していたファイサル・ハリール（Faisal Khalil）は実兄で、同じFW。

## 代表歴
- UAE代表 2008年-
  - AFCアジアカップ2011 (グループリーグ敗退)
  - AFCアジアカップ2015 (3位)
  - AFCアジアカップ2019 (ベスト4)
- U-20UAE代表
  - U-20ワールドカップ2009 (ベスト8)